# Saccella fastigata
Saccella fastigata – gatunek małża morskiego należącego do podgromady pierwoskrzelnych.
Muszla wielkości: długość 3,7 cm, szerokość 1,9 cm, średnica 1,6 cm, kształtu wydłużonego. Występuje na głębokości od 9 do 82 metrów.
Są rozdzielnopłciowe, bez zaznaczonych różnic płciowych w budowie muszli. Odżywiają się planktonem oraz detrytusem.
Występuje od Meksyku po Peru.